# آلبستروف
آلبستروف (به فرانسوی: Albestroff) یک کمون در فرانسه است که در Canton of Albestroff واقع شده‌است.

## خصوصیات
آلبستروف ۱۹٫۳ کیلومترمربع مساحت و ۶۴۶ نفر جمعیت دارد و ۲۳۵ متر بالاتر از سطح دریا واقع شده‌است.